# Alfa-sinucleïna
L'alfa-sinucleïna (α-sinucleïna) és una proteïna petita de 140 aminoàcids amb un pes molecular de 14.460 Da. Representa més de l'1% de la proteïna total en el cervell. També es troba en grans quantitats a la medul·la òssia i en menor proporció als ovaris, l'endometri, placenta, pròstata, pell, melsa i tiroide.
Forma part de la família de les nucleïnes, té una estructura terciària dinàmica, comparteix el 61% d'homologia de seqüència amb la beta-sinucleïna i es manté en alt grau entre les espècies de vertebrats. No posseeix una seqüència de senyal, el que suggereix que és una proteïna intracel·lular.
Existeix tota una sèrie de mètodes immunohistoquímics per identificar-la adequadament als teixits.

## Localització cromosòmica
Està codificada pel gen SNCA localitzat en el braç llarg del cromosoma 4, en humans (4q21.3-q22). El control de la seva expressió ve donat per la beta-sinucleïna, una altra proteïna intrínsecament desestructurada que interactua a diversos nivells amb l'alfa sinucleïna.

## Dominis
La proteïna es divideix en tres regions o segments amb diferents propietats i funcions:
• Del residu 1 al 70 es troba el segment N-terminal. És una zona amfipàtica, carregada positivament, molt important en l'oligomerització, induïda per àcids grassos, de les seves molècules.
• Del residu 71 al 82 es troba la regió central hidrofòbica. Es pensa que és la responsable de l'agregació proteica.
• Del residu 83 al 140 es troba la regió C terminal. Té una gran quantitat de grups carboxils i presenta càrrega negativa. A banda d'altres accions, estabilitza determinades estructures no fibril·lars de la proteïna.

## Estructura

### Estructura primària
És una seqüència lineal dels aminoàcids següents:
```
MDVFMKGLSK - AKEGVVAAAE - KTKQGVAEAA - GKTKEGVLYV - GSKTKEGVVH (50)
```

```
GVATVAEKTK - EQVTNVGGAV - VTGVTAVAQK - TVEGAGSIAA - ATGFVKKDQL (100)
```

```
GKNEEGAPQE - GILEDMPVDP - DNEAYEMPSE - EGYQDYEPEA (140)
```

### Estructura secundària
Està conformada per hèlixs alfa i làmines beta.
1. L`estructura hèlix alfa es pot trobar entre els aminoàcids: 3-11, 17-19, 21-32, 41-44, 52-55, 66-68.
2. Les làmines beta es localitzen entre els aminoàcids: 45-47, 70-78, 80-83, 88-98, 110-113.

També es poden trobar parts amb girs, entre els aminoàcids 120-122, 124-126, i zones sense estructura representada.

## Funcions
Les funcions d'aquesta proteïna estan relacionades amb la seva conformació i encara que es desconeixen moltes d'elles es creu que l'alfa-sinucleïna està implicada en:
- El reciclatge de vesícules. Això s'infereix perquè s'han trobat grans concentracions d'aquesta proteïna en aquestes àrees.[24]
- La regulació de transmissió de senyals en zones presinàptiques. La hipòtesi generalment acceptada és que compleix aquesta funció perquè té un paper essencial en l'ordenació de les vesícules durant la neurotransmissió.[25] Es creu que hi ha dues regions d'aquesta proteïna capaços d'adherir-se a vesícules, regulant d'aquesta manera el nombre de vesícules emprades en cada transmissió.[26]
- També s'ha comprovat que l'alfa-sinucleïna intervé en l'apoptosi neuronal,[27] la plasticitat neuronal,[28] l'activació de cèl·lules de la micròglia[29] i participa en la biosíntesis, metabolisme i secreció de la dopamina.[30]
- En el cas de que aquesta proteïna pateixi mutació o disfunció pot provocar la formació dels cossos de Lewy (agregats intraneuronals proteínics anormals, identificables microscòpicament com a masses esfèriques eosinòfiles que desplacen a la resta de components cel·lulars),[31] els quals originen la malaltia de Parkinson.[32][33]

## Importància biomèdica
Les mutacions més comunes del gen SNCA són A53T, A30P, E46K, H50Q, G51D, A53E i A53V, que són autosòmiques dominants. Aquestes mutacions donen lloc a una forma aberrant de la proteïna. A més de les mutacions, els duplicats o triplicats del gen condueixen a un excés de alfa-sinucleïna que poden generar agregats que provoquen seriosos danys neuronals.
Quan es formen agregats de alfa-sinucleïna, la proteïna nativa perd la seva funció i guanya toxicitat al convertir-se en oligòmer donant lloc a l'espècie tòxica que forma fibres de alfa-sinucleïna i és la causant de la destrucció de les neurones dopaminèrgiques de la substància negra cerebral.
A banda del cervell, en la malaltia de Parkinson es troben agregats en els ganglis simpàtics, el nervi vague, el tracte gastrointestinal, les glàndules suprarenals, el greix i al cor. L'alfa-sinucleïna es considera tant un biomarcador diagnòstic com un potencial objectiu terapèutic en aquesta patologia, ja que és la principal responsable de la degradació selectiva de les neurones característica del procés parkinsonià i d'altres sinucleïnopaties relacionades. En aquest sentit, una de les principals línies de recerca biomèdica emergents en el camp de les malalties neurodegeneratives és el disseny de nous compostos capaços de modular eficaçment l'agregació de l'alfa-sinucleïna.
Ara per ara, la influència que pot tenir aquesta proteïna -tant de forma activa com passiva- en la patofisiologia de la malaltia d'Alzheimer no es coneix clarament. S'investiguen les seves possibles interaccions a nivell cel·lular amb la proteïna Tau. Certes anomalies en l'agregació de l'alfa-sinucleïna també semblen estar associades a la gènesi de la síndrome dels moviments oculars ràpids (un tipus de trastorn del son) i de l'Atròfia multisistèmica.